# ADS 95 RANGER
ADS 90 «Ranger» — тактический разведывательный беспилотный летательный аппарат (БПЛА). Предназначен для дневного и ночного наблюдения и ведения разведки с учётом топографических и климатических условий.

## История
БПЛА был разработан израильской фирмой IAI совместно с швейцарскими фирмами RUAG Aerospace (Swiss Aircraft and System Enterprises) и Oerlikon Contraves по заказу Вооружённых сил Швейцарии. Первый полёт состоялся в декабре 1988 года.

## Описание
В комплекс ADS входят три-шесть БПЛА, командный пункт и катапульта.
Запуск БПЛА осуществляется с помощью гидравлической катапульты. Посадка на колёсное (в зимнее время — лыжное) шасси. При экстренных посадках используют парашют.
На БПЛА установлены многофункциональная (TV/FLIR) видеокамера "Tamam MOSP" (Multimission Optronic Stabilised Payload) фирмы IAI и лазерный дальномер, совмещённый с системой подсветки целей.

## ЛТХ
- Модификация Ranger
- Размах крыла, м 5.71
- Длина, м 4.61
- Высота, м 1.13
- Площадь крыла, м² 3.41
- пустого, кг
- полезной нагрузки, кг 45
- максимальная взлётная, кг 285
- Топливо, л 40 + 20 (дополнительный бак)
- Тип двигателя 1 ПД Hirth F 31
- Мощность, л.с. 38
- Максимальная скорость, км/ч 220
- Крейсерская скорость, км/ч 180
- Дальность действия, км 100
  - со стандартным топливом
  - с дополнительным баком 5
- Максимальная скороподъёмность, м/мин 6
- Практический потолок, м 4500

## Варианты и модификации
- ADS 90 - модель 1988 года, в 1990 году был принят на тестирование в ВВС Швейцарии под обозначением ADS 90 (Aufklarungs Drohnen System)
- ADS 95 «Ranger» - модификация, в 1995 году был подписан контракт на поставку четырёх серийных систем ADS 95, включающих 28 БПЛА «Ranger». Первый комплекс был поставлен в середине 1998 года.